# Zapote de Parras
Zapote de Parras är en ort i Mexiko.   Den ligger i kommunen José Sixto Verduzco och delstaten Michoacán de Ocampo, i den centrala delen av landet, 280 km väster om huvudstaden Mexico City. Zapote de Parras ligger 1 689 meter över havet och antalet invånare är 572.
Terrängen runt Zapote de Parras är kuperad norrut, men söderut är den platt. Runt Zapote de Parras är det ganska tätbefolkat, med 96 invånare per kvadratkilometer. Närmaste större samhälle är Tres Mezquites, 2,9 km nordost om Zapote de Parras. I omgivningarna runt Zapote de Parras växer huvudsakligen savannskog.